# Benedict Annon

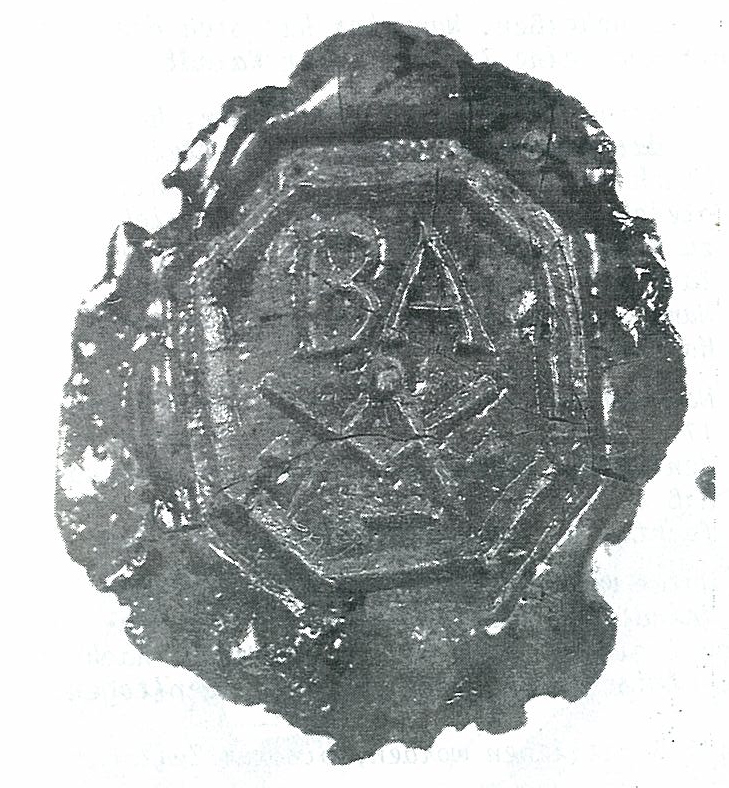
Sein Siegel mit Steinmetzzeichen

Benedict Annon (* 1627 in Como, Italien; † 6. April 1702 in Kaisersteinbruch, Ungarn, heute Burgenland) war ein italienischer Steinmetz und Bildhauer des Barock.

## Leben
Die Steinmetz- und Bildhauer-Familie der Annon(e) war Anfang des 16. Jahrhunderts vor allem beim Dom zu Como tätig.

### Lehrling in Kaisersteinbruch
Benedict Annon kam 1641 in den kaiserlichen Steinbruch, wo ihn Meister Thomas Ruffini, Bruder des amtierenden Richters Andre Ruffini, als Lehrjungen aufdingte. 1646 erfolgte seine Freisprechung. Im Zuge seiner Gesellenjahre finden wir ihn 1653 in der königlichen Freistadt Ödenburg, im Einschreibebuch der Zunft ist eingetragen, Benedict Annon, ein Steinmetz, gebürtig von Como in Wälschlandt hat erlegt Einschreibgeld 8 kr, Betgeld 2 Groschen.
Die nächste Station seines Lebens führte ihn zurück nach Kaisersteinbruch, um dort Meister der Bruderschaft zu werden. Sein Meister Thomas Ruffini war verstorben. Daran, dass seine Inventur erst zwei Jahre danach erfolgte, lässt sich ablesen, es war eine Krisenzeit im Steinbruch. Die harte Konfrontation, die sich im „Adlerstreit“ entlud, die Entscheidung Heiligenkreuzer- oder Kaiser-Steinbruch.

### Heirat mit der ehemaligen Frau Meisterin
Die Witwe Margaretha Ruffinin nach Steinmetzmeister Thomas Ruffini, gewester Nachbar im Steinbruch, heiratete am 24. Juli 1655 Meister Benedict Annon. Zeugen waren Herr Richter Ambrosius Regondi, Ambrosius Ferrethi, Paul Cleritz und Andre de Luca, alle Steinmetzmeister allhier. Jetzt war er vollwertiges Mitglied der Bruderschaft. Seine Frau starb 1665.
Der Krieg von 1683 hatte auch für Annon schwere Folgen, ein Schuldschein vom 10. November 1684 belegt dies, [...] daß auf mein demütiges Anlangen und Bitten in meiner allerhöchsten Hauß Notturft, dahin ich durch die grausambe Ruinierung des Erbfeindts geraten.

## Bestätigung der eigenständigen Viertellade 1684
Zwei Kinder aus einer späteren Ehe mit Maria N. sind ab 1691 dokumentiert. Die Patin war eine adelige Dame, Eva Rosina von Hartischen, Ehefrau des Herrn Johann Georg von Hartischen, Röm. Kayl. Majestät Officier.
Annon wurde Gerichtsgeschworener, Senior-Meister der Bruderschaft und erhielt lebenslanges Wohnrecht in seinem Haus – ohne Pacht zu zahlen.

## Steuerliste 1699
In der Steuerliste von 1699 war Benedict Annon mit einem Haus und einer Kuh eingetragen.

### Gerichtstag in Steinbruch am 15. Juni 1701
Dem Benedict Annon solle bis auf fernere herrschaftliche Verordnung das Haus zum Genuss verbleiben.

## Tod
Annon starb am 6. April 1702 im Alter von 75 Jahren. Nach seinem Tod wurde das Haus wegen hoher Schulden „ex officio“ an den Steinmetzgesellen Martin Wolf verkauft.

## Nachkommen
Tochter Rosina heiratete am 13. Februar 1718 den Kaisersteinbrucher Steinmetzgesellen Ambrosius Hutter. Sohn Johannes Annon heiratete Maria N. Mit dem Meister Joseph Annon, der dritten Generation, endete um 1780 der Name Annon in Kaisersteinbruch.

## Werke
- 1641 – Kaisersteinbrucher Kirche

## Archivalien
- Mosonmagyaróvár Komitatsarchiv, Steuerlisten usw.
- Sopron Stadtarchiv, Steinmetzakten, Einschreibbuch 1653.
- Wiener Stadt- und Landesarchiv: Steinmetzakten
- Stift Heiligenkreuz Archiv: Kirchenbücher, Register, Schuldschein, ...